# Akkon

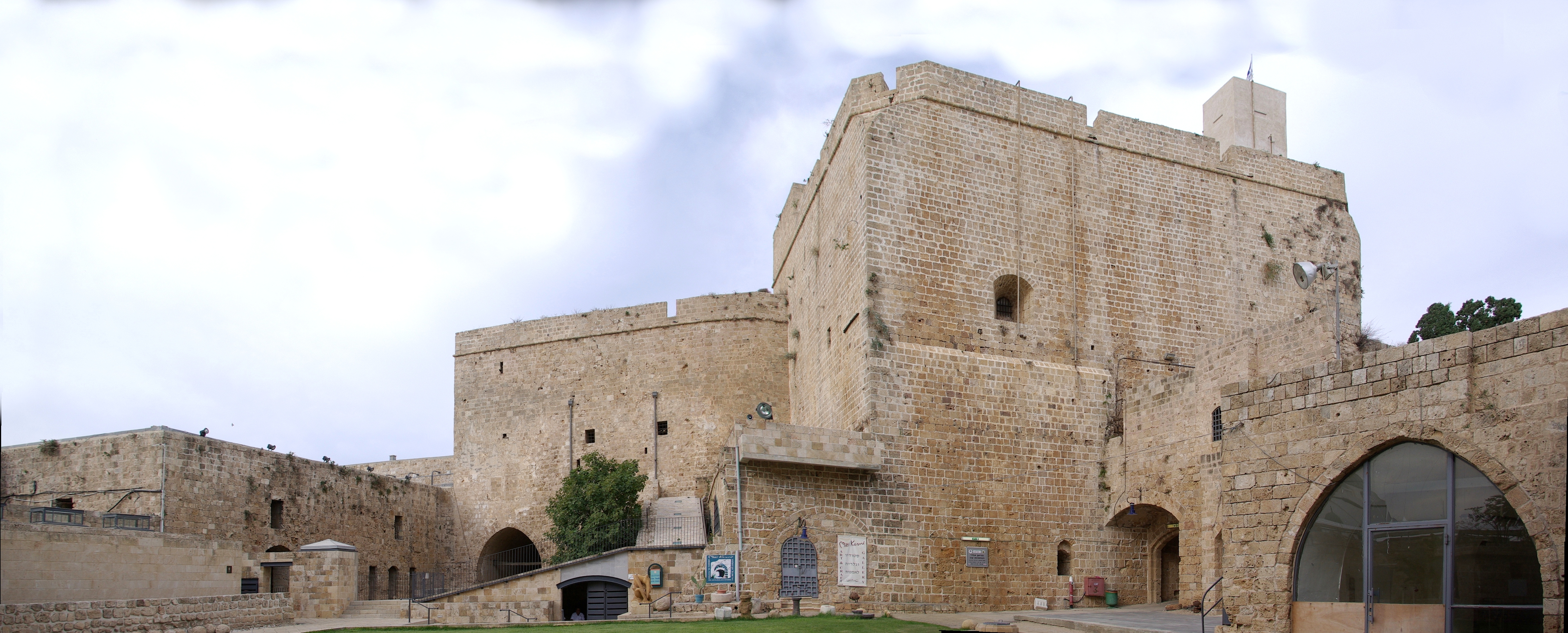
Turm Burǧ al-Chazna von Akkons Zitadelle mit Zugang zum Museum Ritterhallen

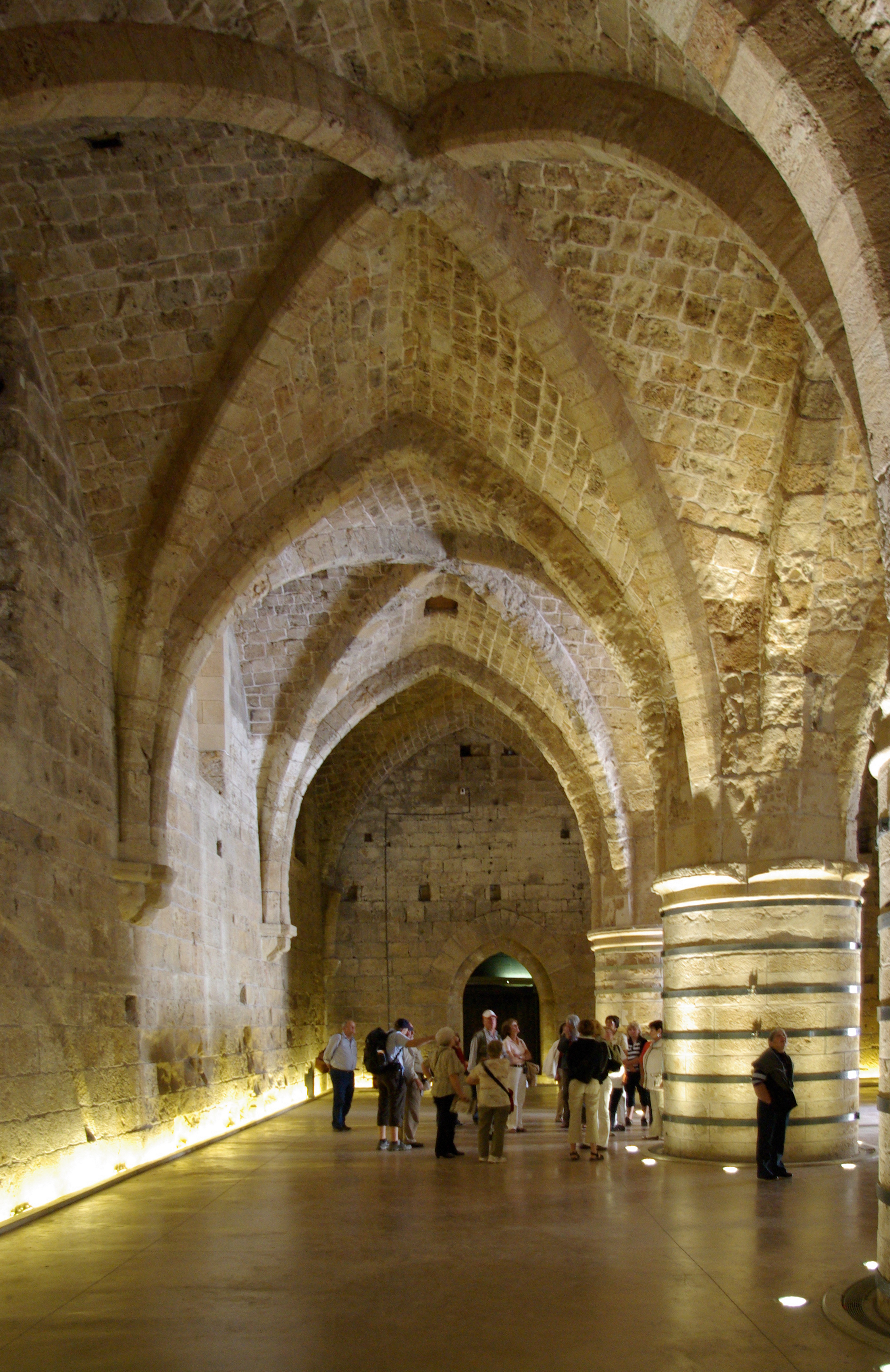
Johanniterkommende: Refektorium von innen, Teil der Ritterhallen

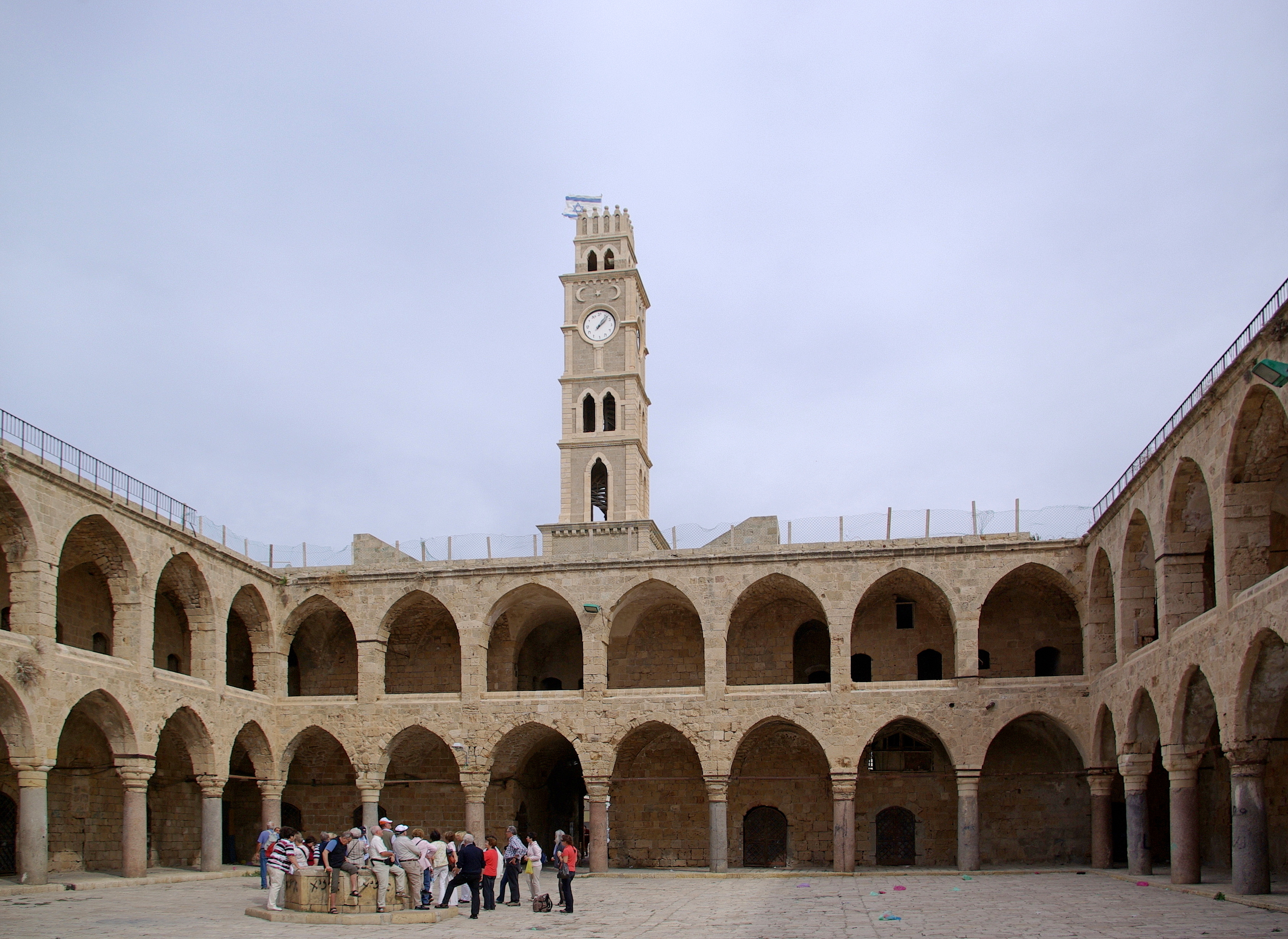
Karawanserei Chan al-Umdan

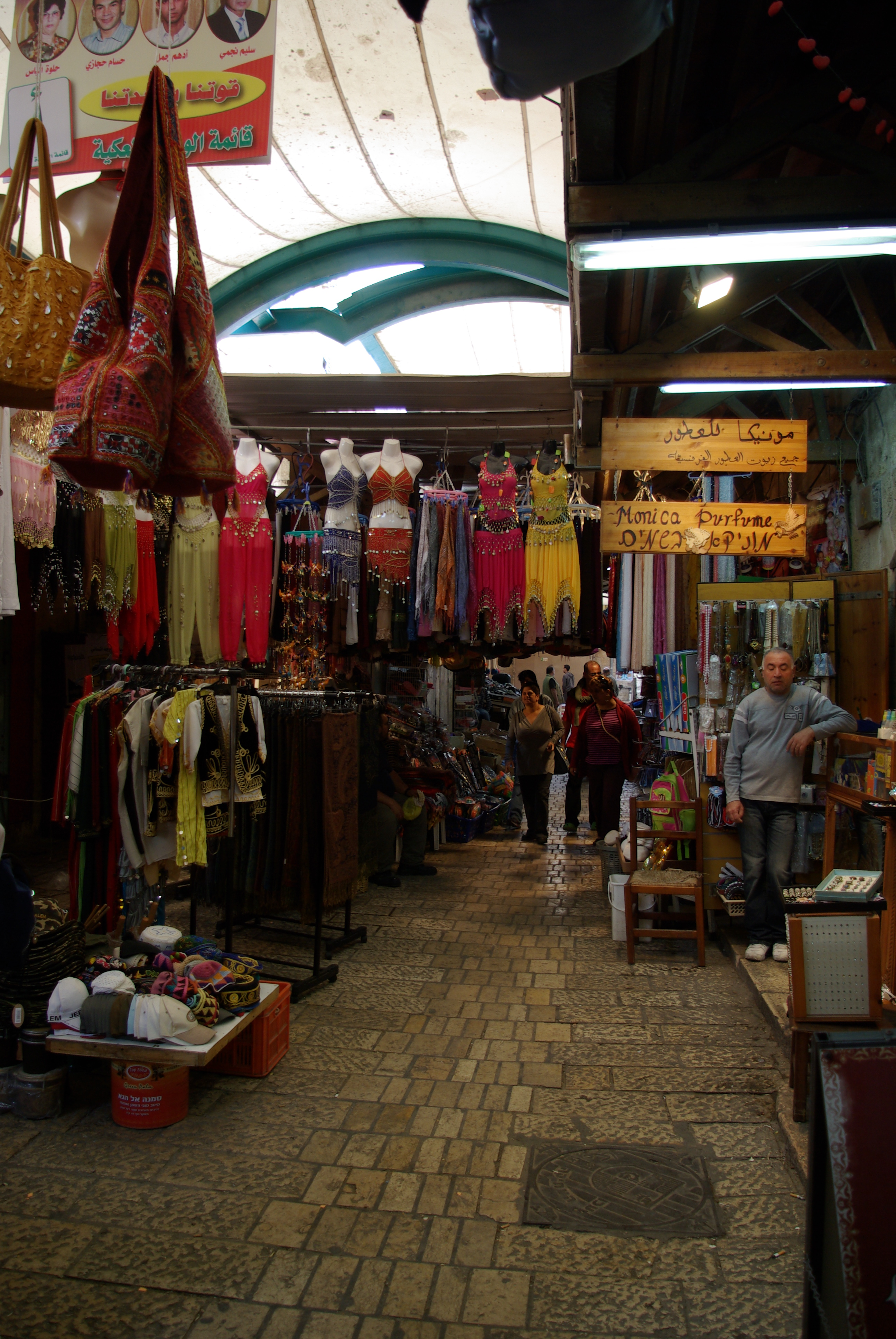
Basar

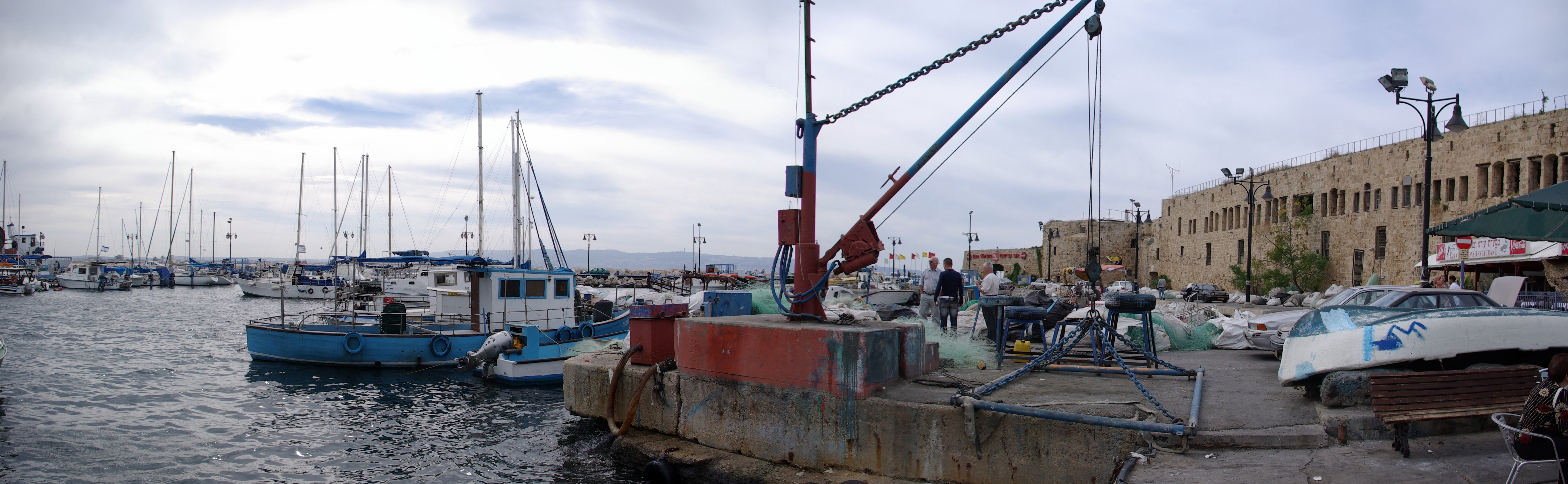
Hafen

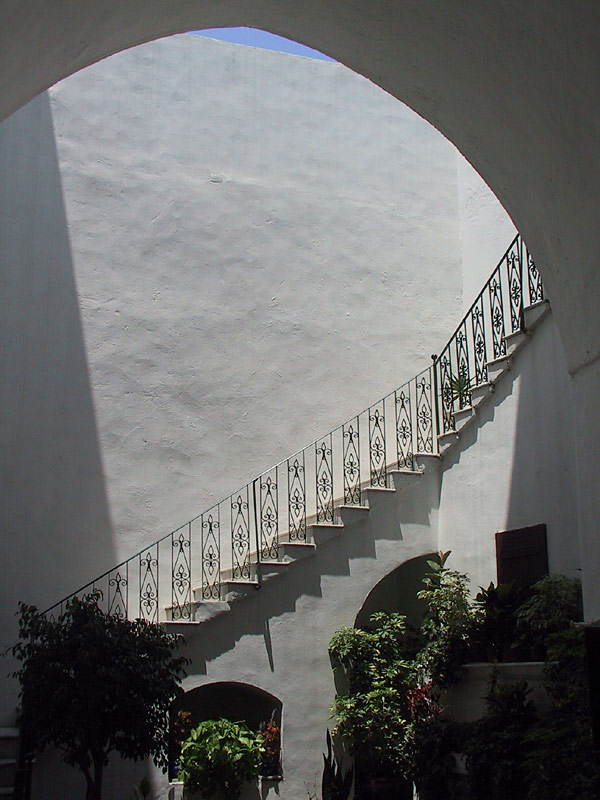
Innenhof des Hauses Abud, in dem das Kitab-i-Aqdas entstand

Akkon, Akko oder Akers (auch Accho und Hacco; französisch St. Jean d’Acre, lateinisch Acco, altgriechisch Ἄκη Áke, hebräisch עַכּוֹ ʿAkkō [aˈkɔ], arabisch عكّا Akka, DMG ʿAkkā, im Altertum auch Ptolemais) ist eine alte Hafenstadt im Nordbezirk Israels in Galiläa an der Küste des östlichen Mittelmeers.
Die Altstadt liegt auf einer Landzunge am Nordrand der Bucht von Haifa und ist von einer starken Festungsanlage umgeben. Auf der Landseite ist die Altstadt von der Neustadt umschlossen.
Während die Neustadt eine mehrheitlich jüdische Bevölkerung aufweist, wird die Altstadt fast ausschließlich von israelischen Arabern bewohnt und ist eine der orientalischsten Städte Israels.
Der Seehafen der Stadt, die mehrere Jahrhunderte lang eine wichtige Hafenstadt des östlichen Mittelmeers war, hat inzwischen stark an Bedeutung verloren. Von wirtschaftlicher Bedeutung ist heute die Industrie, vor allem die Eisenverarbeitung. Die Stadt besitzt einen Bahnhof an der Strecke Naharija–Haifa.

## Geschichte

### Ur- und Frühgeschichte
Die früheste Besiedlung auf dem Tell Akko, arab. Tell el-Fukhar, begann bereits in der Bronzezeit (3. Jahrtausend v. Chr.).
Die früheste schriftliche Erwähnung der Stadt findet sich in den ägyptischen Ächtungstexten der 13. Dynastie. Daneben gibt es in mesopotamischen Texten Belege dafür, dass die Stadt bereits in der Bronzezeit eine bedeutende Hafenstadt war. Unter den Amarna-Briefen finden sich einige Briefe von König Surata an den Pharao. Akkon war zu dieser Zeit ein Stadtstaat und diente als Vasall Ägyptens. Akkon taucht auch in Städtelisten aus der Zeit von Thutmosis III., Sethos I. und Ramses II. auf. Das Hypostyl des Ramses-Tempels in Karnak zeigt die Zerstörung von Akkon, vermutlich zwischen 1276 und 1270 v. Chr. Im Papyrus Anastasi I aus dem späten 13. Jahrhundert v. Chr. wird Akkon als eine der Küstenstädte Kanaans aufgezählt. Ab dem 1. Jahrtausend v. Chr. gehörte die Ortslage zum Einflussgebiet von Tyros. Der phönizische Einfluss ist archäologisch sowohl durch zahlreiche Keramikfunde als auch andere Objekte gut nachweisbar.

### Altertum
Nach großflächigen Zerstörungen und zahlreichen Wiederaufbauten erreichte Akkon unter persischer Herrschaft erneut eine wirtschaftliche Blütezeit. Nach der Kampagne von Kambyses II. gegen Ägypten um 526 v. Chr. wurde Akkon zum militärisch und wirtschaftlich bedeutenden Zentrum ausgebaut. An dieser Position änderte sich im Verlauf der nächsten Jahrhunderte nichts.
Im 4. Jh. v. Chr. expandierte die Siedlung, und städtebauliche Maßnahmen in der Ebene, unterhalb des antiken Siedlungshügels, begannen. Seit 281 v. Chr. war die Stadt fest in ptolemäischer Hand und erhielt mit ihrer Erhebung zur Polis auch ihren neuen Namen: Ptolemais (Ptolemaïs); zu Ehren des Begründers der ptolemäischen Dynastie, Ptolemaios I. Soter.
Die Stadt Ptolemais ging nach dem Ende des Fünften Syrischen Krieges um 198 v. Chr. schließlich in seleukidischen Besitz über; ebenso wie die übrigen Städte Phöniziens und Palästinas.
Die hellenistische Zeit brachte eine erneute wirtschaftliche Blütezeit durch den massiven Seehandel mit den griechischen Gebieten und bis nach Italien.
Archäologisch lässt sich dieser Handel durch die Keramikfunde nachweisen.
Auch im Alten Testament der Bibel ist von Akkon die Rede (Ri 1,31 ). Um das Jahr 64 v. Chr. wurde die Stadt von den Römern eingenommen. Sie gehörte zur römischen Provinz Syria. Der Apostel Paulus verbrachte im Jahr 57 n. Chr. einen Tag in Akkon (Ptolemais) (Apg 21,7 ).
Anfang des Jahres 67 wurde die Hafenstadt Ptolemais zum Sammelplatz der römischen Truppen im ersten Jüdischen Krieg: 30.000 Legionäre der Legio V Macedonica und der Legio X Fretensis (beide unter Vespasian aus Norden kommend) sowie der Legio XV Apollinaris (unter Vespasians Sohn Titus aus Alexandria) und etwa ebenso viele Auxiliartruppen. Von dort marschierten sie unter dem Oberbefehlshaber Vespasian in Judäa ein.
Plinius der Ältere beschreibt in seiner um das Jahr 77 entstandenen Naturalis historia die Mündung des Flusses Belu bei Ptolemais als die einzige Stelle, die den für die Herstellung von Glas erforderlichen reinen Sand lieferte.

### Mittelalter
Im Rahmen der islamischen Expansion kam die Stadt 638 unter arabische Herrschaft, die bis 1104 anhielt. In der zweiten Hälfte des 9. Jahrhunderts beauftragte der ägyptische Herrscher Ahmad ibn Tulun den Architekten Abu Bekr al-Bana' mit der Erweiterung des Hafens. Der mit Steinlagen auf Sykomoren-Bohlen ausgebaute Hafen hatte eine große Bedeutung für den Handel im Mittelmeer. Die Einfahrt wurde nachts durch Ketten verschlossen.
Im Mittelalter war Akkon der einzige Hafen an der Levanteküste, in dem bei jedem Wetter Waren gelöscht werden konnten, weshalb er für die Kreuzfahrer von besonderer strategischer Bedeutung war. Nachdem das Heer des Ersten Kreuzzugs vor der Belagerung von Jerusalem 1099 die gut befestigte Stadt noch umgangen hatte, unternahmen die Könige des durch sie gegründeten Königreichs Jerusalem alsbald Anstrengungen zu deren Eroberung. Nachdem ein erster Versuch König Balduins I. 1103 noch erfolglos geblieben war, gelang ihm nur ein Jahr später nach zwanzigtägiger Belagerung die Einnahme der Hafenstadt.
Während der Kreuzzüge bestand hier der Sitz des lateinischen Bistums Akkon, das 1135 gegründet wurde. Neben Pilgerinnen und Pilgern auf dem Weg nach Jerusalem nutzten auch christliche Kaufleute den Hafen, um mit Waren aus dem rund 180 km entfernten Damaskus zu handeln. Die Stadt blühte auf.
1187 wurde neben Jerusalem auch Akkon durch Sultan Saladin zurückerobert. Nach erbitterter und langer Belagerung (1189–1191) fiel die Stadt schließlich wieder an die Kreuzritter, die Verstärkung durch den Dritten Kreuzzug unter Richard Löwenherz erhalten hatten. Da Jerusalem in den Händen Saladins blieb, wurde Akkon nun Hauptstadt des Königreichs Jerusalem. Auch der Johanniterorden und der Templerorden verlegten daraufhin ihren Sitz nach Akkon. Während der Belagerung Akkons gründeten im Jahr 1190 Kaufleute aus Lübeck und Bremen den Deutschen Orden (Deutschritterorden) als Hospitalgemeinschaft. 1198 erfolgte die Umwandlung in einen Ritterorden, wobei Akkon Amtssitz des Hochmeisters wurde.
1219 stiftete Franz von Assisi das noch heute existierende Franziskaner-Kloster. 1229 wurde Akkon nach dem Frieden von Jaffa zwischen Friedrich II. und dem Ayyubiden-Sultan al-Kamil unter die Verwaltung des Johanniterordens gestellt – der alternative Name St. Jean d’Acre, der von der gleichnamigen Hospitaliterkirche stammt, weist darauf hin. Akkon wurde eine wichtige Schnittstelle für die Vermittlung arabischer Kultur und Wissenschaft nach Europa.
Nach der endgültigen Eroberung Jerusalems durch die Muslime 1244 war Akkon einer der letzten Stützpunkte der Kreuzfahrer. Nach sechswöchiger Belagerung und erbitterten Kämpfen nahm der ägyptische Mamluken-Sultan al-Aschraf Chalil die Stadt schließlich am 18. Mai 1291 ein. Die Eisenburg genannte und direkt am Meer gelegene Stadtfestung des Templerordens konnte sich noch bis zum 28. Mai 1291 halten. Mit dem Verlust Akkons war der Widerstand der Kreuzfahrerstaaten an der Levante gebrochen und die Kreuzzüge gescheitert. Die letzten verbliebenen Städte und Festungen der Kreuzfahrer fielen bis August 1291 ohne größere Kampfhandlungen. Sultan al-Ashraf Chalil ließ die Befestigungsanlagen schleifen, damit die Kreuzfahrer sich nie wieder an der Küste festsetzen können würden. Ein gotisches Kirchenportal aus Akkon wurde als Trophäe nach Kairo gebracht.

### Neuzeit
Im Osmanisch-Mamlukischen Krieg (1516–1517) eroberte das Osmanische Reich unter Sultan Selim I. die Levante mitsamt Akkons (1517), Ägypten und den Hedschas.
Der autonomistische Regionalpotentat Ẓāhir al-ʿUmar weitete von Tiberias seit 1730 seine Herrschaft nach Westen aus. Ab 1749 ließ er die seit 1291 zum Teil noch immer zerstörte Stadt neu aufbauen. Bis 1774 war Akkon Hauptstadt des Herrschaftsgebiets Ẓāhirs. Er errichtete auf der Grundlage der Kreuzritterfestung, die heutige Zitadelle, die sein Nachfolger Cezzâr Ahmed Pascha (Dschezzar Pascha) ausbaute. Seine durch die Hohe Pforte eingesetzten Nachfolger führen den Titel eines Wālī von Sidon. 
Im Jahre 1799 belagerten französische Soldaten 61 Tage lang Akkon, worin sie Napoleon anführte. Die Stadt unter dem Kommando Cezzâr Ahmed Paschas leistete erfolgreich Widerstand. Einer Legende nach warf Napoleon beim Rückzug der Truppen mit den Worten „Wer Akkon erobert, erobert die Welt!“ seinen Hut ins Meer. Von ihm zurückgelassene Kanonen stehen auf dem Festungswall.
Im Jahre 1832 verlegte der Wālī seinen Sitz und die regionale Verwaltung von Akkon nach Sidon (Eyâlet Sidon). Dabei blieb Akkon Sitz des Unterbezirks Nahiya Akkon im Eyâlet, nach dessen Auflösung kam die Nahiya 1864 ans Vilâyet Syrien, 1888 ans neu geschaffene Vilâyet Beirut.
1869 kam Baha’u’llah, der Religionsstifter des Bahaitums, als Gefangener des Osmanischen Reiches ins Gefängnis Akkon. Dort entstanden sein Buch Kitab-i-Aqdas und die Schriftensammlung Botschaften aus Akka. Mit der Verdrängung von Segelschiffen durch Dampfschiffe im letzten Drittel des 19. Jahrhunderts verlor der Hafen von Akkon an strategischer Bedeutung, da große Schiffe dort nicht anlegen können.
In der zweiten osmanischen Verfassungsperiode wurde 1908 der islamische Geistliche Scheich Asaad Schuquayri ins osmanische Parlament gewählt. 1916 erließ er eine Fatwa, die die Hinrichtung von 21 arabischen Nationalisten in Damaskus und Beirut für rechtmäßig erklärte. 
Der osmanische Versuch im Ersten Weltkrieg auf Seiten der Mittelmächte, den Suezkanal zu blockieren, um so die Verbindungen zwischen den Teilen des Britischen Imperiums auf weite Umwege zu zwingen und im Falle eines Sieges das bis 1882 osmanische Chedivat Ägypten dem britischen Einfluss wieder zu entreißen, endete schließlich mit der Niederlage und Auflösung des Osmanischen Reiches. Den durch die osmanische Armee eröffneten Sinaifeldzug trieben siegreiche Gegenvorstöße der Egyptian Expeditionary Force der Triple Entente vom ägyptischen Sinai immer weiter nordostwärts über die osmanische Grenze ins Mutesarriflik Jerusalem, das westliche Pilger, Theologen, Historiker und Geographen als Teil Palästinas ansahen, weshalb die Kriegsberichte von Palästinafront sprechen.
Die Seeblockade durch die überlegene britische Royal Navy war sofort in Akkon zu spüren, wie auch Rekrutionen, Währungsverfall und Mangel an allem Lebensnotwendigem. Mit den Schlachten in der Scharonebene, um Nablus und bei Megiddo vom 19. bis 25. September 1918 schoben die Entente-Streitkräfte die Palästinafront ins osmanisch-libanesische Vilâyet Beirut. Die Streitkräfte der Mittelmächte (osmanische Armee, deutsches Asienkorps und Österreich-Ungarns Truppen in Palästina) zogen sich per Bahnstrecke Haifa–Darʿā gen Damaskus zurück. Die osmanische Herrschaft endete mit der Einnahme Akkos durch die 13th Cavalry Brigade der Britisch-Indischen Armee am 23. September 1918. Die Briten errichteten die militärische Besatzungsverwaltung Occupied Enemy Territory Administration South (OETA South), womit Akkon vom libanesischen Verwaltungsbereich ins Einflussgebiet Jerusalems wechselte.
Mit Ablösung der Militärverwaltung und Übergang zur regulären britischen Zivilverwaltung Ende 1918 bereitete das Vereinigte Königreich Großbritannien und Irland die Schaffung eines neuen Territoriums vor, das 1920 südliche libanesische Gebiete (Akkon, Galiläa, Jesreelebene) mit dem ehemals osmanischen Mutesarriflik Jerusalem zum neuen Mandatsgebiet des Völkerbunds namens Palästina vereinte. Akkon wurde Sitz des neuen Subdistrikts Akkon, der bei einigen Neugliederungen der Distrikte im Mandatsgebiet seine Zugehörigkeit wechselte.
Im Krieg um Israels Unabhängigkeit, den seine Nachbarstaaten durch Einmarsch ihrer Truppen am Tag nach der israelischen Unabhängigkeitserklärung eröffneten, eroberte die Carmeli-Brigade, geführt von Mosche Karmel von der Hagana, am 17. Mai 1948 Akko. Die Stadt ist seither Sitz des israelischen Unterbezirks Akkon.
2001 wurde die 63 Hektar große Altstadt von der UNESCO zum Weltkulturerbe erklärt. 2006 wurde Akkon während des israelisch-libanesischen Kriegs Ziel von Raketenangriffen der Hisbollah. 2008 kam es an Jom Kippur in der Neustadt zu Ausschreitungen zwischen Angehörigen der jüdischen und arabischen Bevölkerung.

## Kulturgeschichtliches
Die mittelalterliche Zitadelle der Stadt, überragt vom „Schatzturm“ (Burǧ al-Chazna), beherbergt die älteste Kommende des Johanniterordens, ein ebenerdiges zweischiffiges Refektorium (gebaut ab 1104), vermutlich Urbild aller gotischen Kreuzrippengewölbe. Es wurde ebenso wie die 1291 weitgehend zerstörte Johanniterkirche der Kommende von Ze'ev Goldmann ausgegraben. Die erhaltene Krypta der Kirche und die ergrabenen Teile der Kommende, soweit hergerichtet, stehen als Teil der Ritterhallen für Besucher offen. Ein Fluchttunnel der Tempelritter von der Eisenburg zum Hafen ist ein Besuchermagnet.
In der bisher noch nicht wiedergefundenen ältesten Dominikanerkirche (Predigerkirche) Akkons wurde der katholische Heilige und Ordensgeneral der Dominikaner Jordan von Sachsen beigesetzt. Sein Schiff zerschellte 1237 in der Nähe von Akkon vor der syrischen Küste. Mitten in der Altstadt, im ehemaligen Genuesenviertel, findet sich die Metropolitankirche St. Georg, älteste Kirche der Stadt und Kathedrale des griechisch-orthodoxen Metropoliten von Akko. An der Südspitze der Altstadt überragt Akkons bekannteste Kirche, die Franziskanerkirche St. Johannis, die Stadtmauer und ist von der Bucht von Haifa gut sichtbar.
Seit 1980 ist Akkon der Austragungsort des jährlichen Acco Festival of Alternative Israeli Theatre. Ferner bestehen das Okaschi-Museum für Kunst, das Museum der Gefangenen des Untergrunds und das Städtische Museum im türkischen Hammam.

## Einwohner
Das israelische Zentralbüro für Statistik gibt bei den Volkszählungen vom 8. November 1948, 22. Mai 1961, 19. Mai 1972, 4. Juni 1983, 4. November 1995 und vom 28. Dezember 2008 für Akkon folgende Einwohnerzahlen an:
| Jahr der Volkszählung | 1948  | 1961   | 1972   | 1983   | 1995   | 2008   | 2015   | 2016   |
| Anzahl der Einwohner  | 4.059 | 25.222 | 33.700 | 36.396 | 44.240 | 46.252 | 47.675 | 47.808 |

## Söhne und Töchter der Stadt

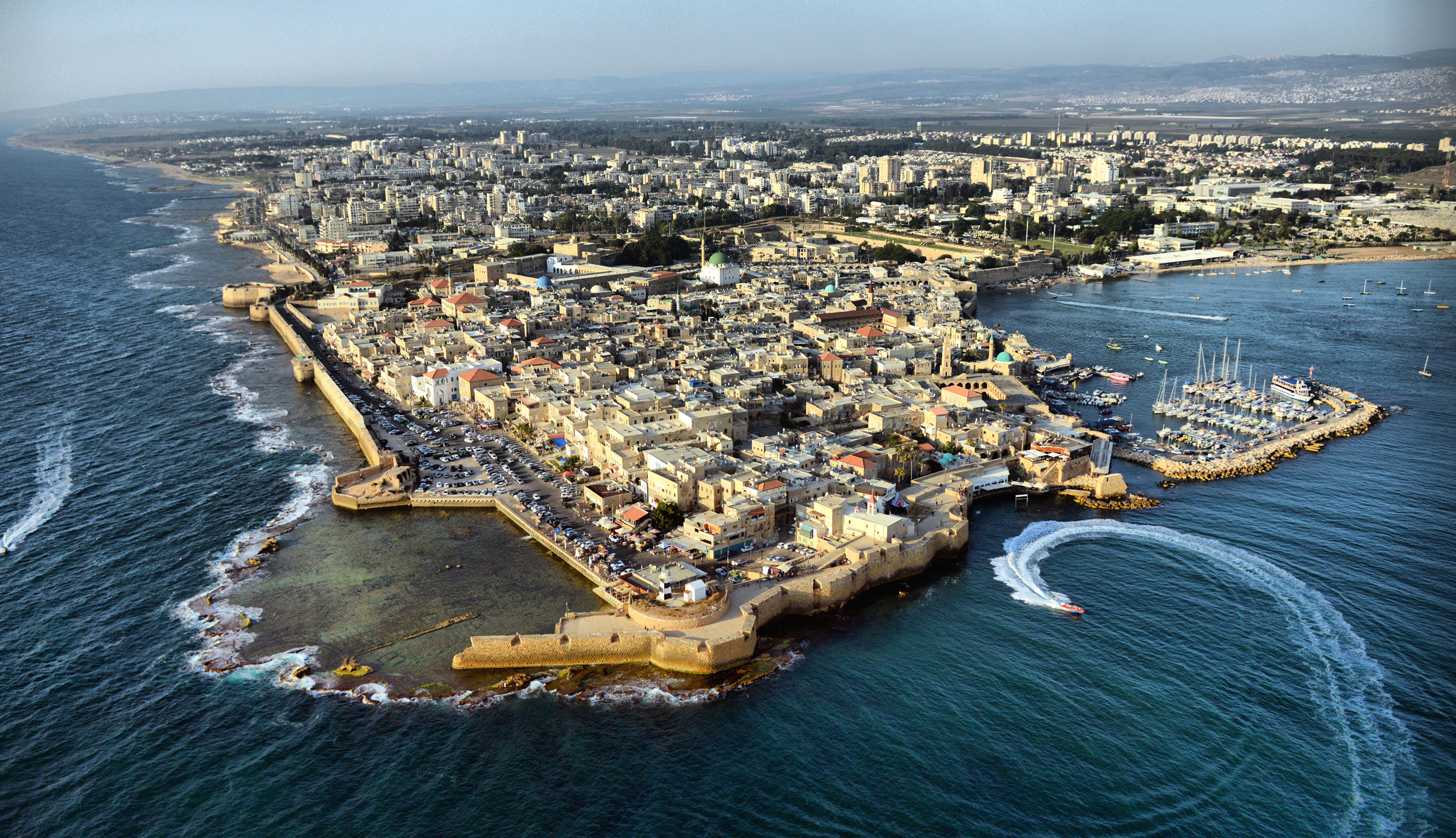
Luftbild von See

Die Liste enthält eine chronologisch geordnete Übersicht bedeutender, in Akkon geborener Persönlichkeiten. Ob die Personen ihren späteren Wirkungskreis in Akkon hatten oder nicht, ist dabei unerheblich. Viele sind nach ihrer Geburt weggezogen und andernorts bekannt geworden. Die Liste erhebt keinen Anspruch auf Vollständigkeit.
- al-Afdal Schahanschah (um 1066–1121), ab 1094 Wesir der Fatimiden in Ägypten
- Isabella II. von Jerusalem (1212–1228), Königin von Jerusalem (1212–1225) und 1225 bis 1228 Gattin Kaiser Friedrichs II.
- Johanna von England (1272–1307), englische Prinzessin
- Tawfiq Abu l-Huda (1894–1956), Premierminister von Transjordanien bzw. Jordanien mit zwölf Amtszeiten mit Unterbrechungen zwischen 1938 und 1955
- Shoghi Effendi (1897–1957), Hüter der Bahai-Religion
- Ibrahim Hazimeh (1933–2023), palästinensischer Maler
- Ghassan Kanafani (1936–1972), palästinensisch-libanesischer Schriftsteller
- Bob Sedergreen (* 1943), australischer Jazzmusiker
- Rivka Zohar (* 1948), israelische Sängerin
- Kamilya Jubran (* 1963), palästinensische Musikerin (Oud und Gesang)

## Städtepartnerschaften
- Bielsko-Biała, Polen
- La Rochelle, Frankreich, seit 1972
- Bregenz, Österreich
- Pisa, Italien seit 1998
- Recklinghausen, Deutschland, seit 1978[18]
- Canton, Ohio, Vereinigte Staaten
- Deerfield Beach, Florida, Vereinigte Staaten

## Weitere Bedeutung
- „Akkon“ ist der Funkrufname der Johanniter-Unfall-Hilfe im deutschen und österreichischen BOS-Funk. Dies hat seine Wurzeln im Johanniterorden, der in Akkon beheimatet war.
- Akkon ist Schauplatz des im Jahre 1191 spielenden Computerspiels Assassin’s Creed und als solcher umfangreich dargestellt.